# Syngnathus californiensis

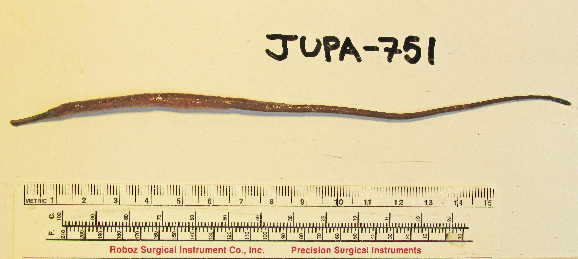
Fotografía de un Syngnathus Californiensis a escala

Syngnathus californiensis es una especie de pez de la familia Syngnathidae en el orden de los Syngnathiformes.

## Morfología
Los machos pueden alcanzar 50 cm de longitud total.

## Depredadores
En los Estados Unidos es depredado por Prionace glauca y México por Arius platypogon 

## Reproducción
Es ovovivíparo y el macho transporta los huevos en una bolsa ventral, la cual se encuentra debajo de la cola.

## Hábitat
Es un pez de mar y de clima subtropical y que vive hasta 15 m de profundidad.

## Distribución geográfica
Se encuentra desde Bodega Bay (California, Estados Unidos) hasta el sur de Baja California (México ).